# Yōichirō Murakami
Yōichirō Murakami (村上 陽一郎 Murakami Yōichirō?), nacido en Tokio el 9 de septiembre de 1936, es un filósofo japonés, especializado en Historia de la Ciencia. Graduado en Educación en la Universidad de Tokio. Después de trabajar por un breve período en la Universidad Sofía de Tokio, se traslada a la Universidad Cristiana Internacional, en Mitaka, Tokio.
Murakami ha escrito numerosos libros y ensayos en torno al estudio de la ciencia, especialmente sobre física. Actualmente centra su investigación en las circunstancias y pormenores del concepto filosófico conocido como paradigma.